# Dorfkirche Dergenthin

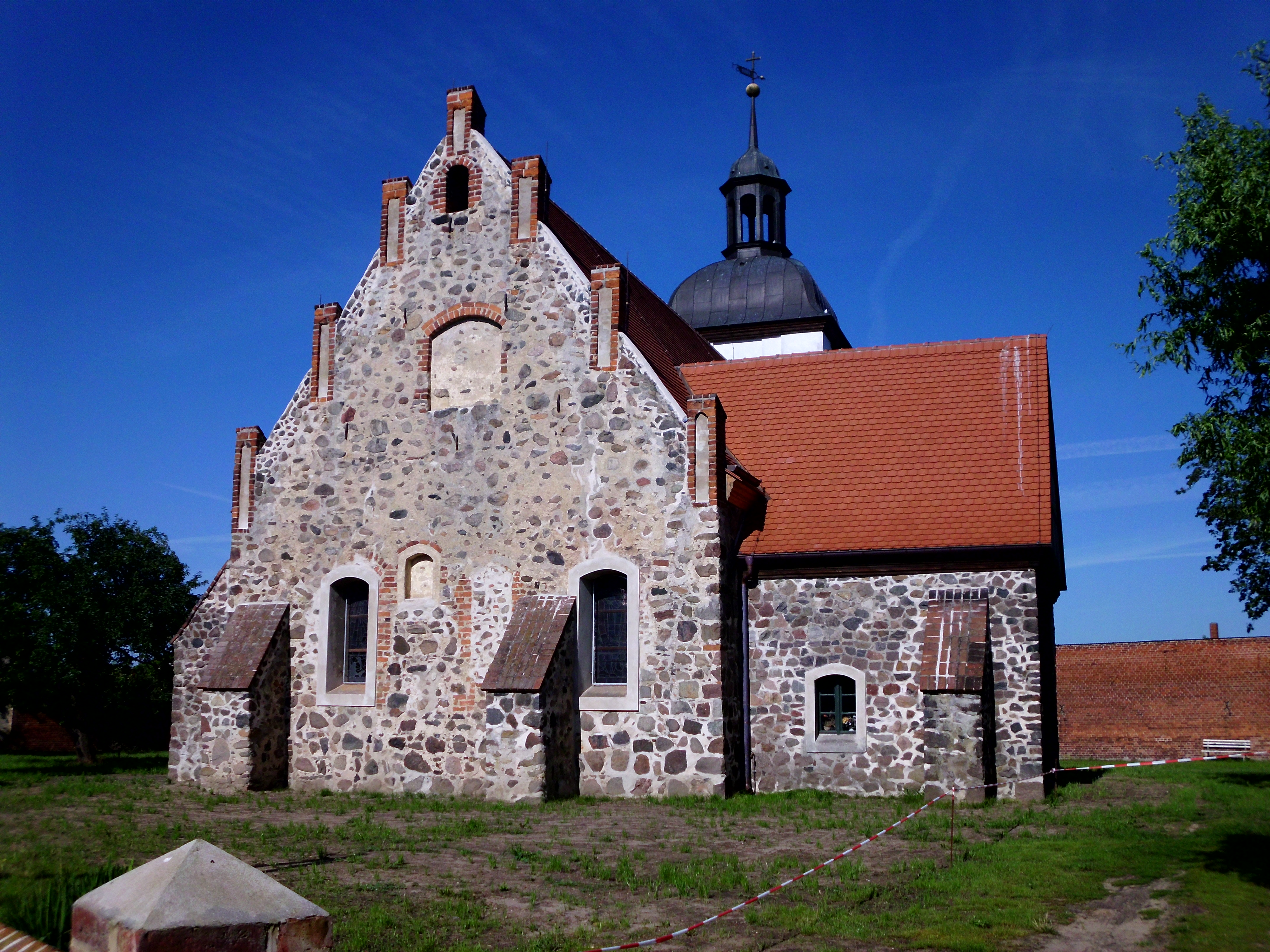
Dorfkirche Dergenthin

Die evangelische Dorfkirche Dergenthin in Dergenthin, einem Ortsteil der Stadt Perleberg im Landkreis Prignitz im Land Brandenburg, steht unter Denkmalschutz. Die Kirchengemeinde gehört zum Pfarrsprengel Perleberg im Kirchenkreis Prignitz der Evangelischen Kirche Berlin-Brandenburg-schlesische Oberlausitz.

## Beschreibung
Die spätgotische, durch einen Brand zerstörte Saalkirche aus Feldstein-Mauerwerk wurde zwischen 1916 und 1920 vermutlich nach einem Entwurf des Architekten Georg Büttner wiederaufgebaut. Unverändert blieb der Giebel im Osten mit sieben Fialen aus Backstein-Mauerwerk. Das Langhaus erhielt nach Norden einen Anbau mit einer Treppe zur Patronatsloge. Der Kirchturm im Westen wurde neu gebaut und mit einer Glockenhaube bedeckt, auf der eine offene Laterne sitzt. Sein Glockenstuhl beherbergt zwei Kirchenglocken, die 1919 und 1920 gegossen wurden.
Der Innenraum ist mit einem Tonnengewölbe überspannt. Neben der Patronatsloge wurde eine Empore errichtet, auf der die Orgel steht, die zwölf Register, zwei Manuale und ein Pedal hat und 1920 von der Orgelbauwerkstatt Schuke in Potsdam als Opus 98 gebaut wurde. Unter der Empore wurde die Winterkirche eingerichtet.